# Mitsubishi F1M
De Mitsubishi F1M (Japans: 零式水上観測機) (geallieerde codenaam Pete), was een Japanse verkenningswatervliegtuig uit de Tweede Wereldoorlog. Tussen 1936 en 1944 werden 1.118 stuks gebouwd. Ze deden dienst bij de Keizerlijke Japanse Marine in de Pacifische oorlog. Het was het laatste dubbeldekswatervliegtuig dat door de Japanse Marine in dienst zou worden genomen. De marinebenaming was "Type Zero Verkenningswatervliegtuig".

## Ontwerp en ontwikkeling
De F1M was ontworpen als een katapult-gelanceerd verkenningswatervliegtuig. Het was bedoeld voor slagschepen, kruisers en watervliegtuigmoederschepen en kreeg dubbele vleugels, zodat de vleugels niet hoefden worden ingeklapt. Het kon alleen in zee landen en vandaar weer opstijgen; landen op het land was niet mogelijk. Na een vlucht moest het met behulp van een scheepskraan aan boord worden gehesen. Het prototype werd aangedreven door een Nakajima Hikari MK1 radiaalmotor, met een vermogen van 611 kW. Het had echter problemen met de stabiliteit tijdens het taxiën op het water. Daarom werd het ontwerp herzien en werd een krachtiger motor ingebouwd; de Mitsubishi Zuisei 13, een 14-cilinder stermotor.

## Operationele geschiedenis
Het toestel werd evenals de Aichi E13A een standaardwapen aan boord van grotere Japanse oorlogsschepen en watervliegtuigmoederschepen. Aan het eind van de oorlog is het in bijna elk gevecht ingezet; zelfs bij kamikazevluchten.
Het kreeg een aantal lokale rollen en taken toebedeeld, zoals gebiedsverdediging, konvooi escorte, als bommenwerper, anti-onderzeebootpatrouilles, oceaanpatrouilles, reddingsacties en transporten. Dit type vocht mede in de Aleoeten, de Salomonseilanden en op verscheidene andere diverse strijdtonelen. De Amerikaanse patrouille-torpedoboot PT 34 werd op 9 april 1942 door een F1M tot zinken gebombardeerd.
Naar believen werd ze bewapend met een maximum van drie 7.7-mm snelvuurkanonnen (2 vaste vuurmonden voorwaarts en één beweegbare snelvuurmitrailleur achteraan) en twee 60 kilo (132 pound) aan bommen.

## Varianten
- F1M1 - Prototype (vier stuks gebouwd[bron?])
- F1M2- Tweezits verkenningswatervliegtuig voor de Keizerlijke Japanse Marine
- F1M2-K - Tweezits oefenversie

Mitsubishi bouwde 4 prototypes en 524 productie-exemplaren; Dai-Nijuichi Kaigun Kokusho in Sasebo bouwde 590 exemplaren.

### Vergelijkbare vliegtuigen
- Fairey Seafox
- Curtiss SOC Seagull